# Polypocephalus bombayensis
Polypocephalus bombayensis is een lintworm (Platyhelminthes; Cestoda). De worm is tweeslachtig. De soort leeft als parasiet in andere dieren.
Het geslacht Polypocephalus, waarin de lintworm wordt geplaatst, wordt tot de familie Polypocephalidae gerekend. De wetenschappelijke naam van de soort werd voor het eerst geldig gepubliceerd in 1991 door Shinde, Dhule & Jadhav.